# Binnig and Rohrer Nanotechnology Center
Das Binnig and Rohrer Nanotechnology Center (BRNC) in Rüschlikon ZH ist ein Forschungszentrum für Nanotechnologie des Unternehmens IBM.
Benannt wurde es nach den beiden Nanotechnologie-Pionieren und Nobelpreisträgern Gerd Binnig und Heinrich Rohrer, die 1986 am benachbarten IBM Zurich Research Laboratory das Rastertunnelmikroskop entwickelt haben.
Das Binnig and Rohrer Nanotechnology Center ist spezialisiert auf Grundlagenforschung in Materialwissenschaften und Nanotechnologie.

## Noise-Free-Labs
Speziell an der Forschungseinrichtung sind die neuartigen Noise-Free-Labs (engl. Störungsfreies Labor). Sie schützen die Experimente vor Schallwellen, Bodenvibrationen, UV-Strahlung, Magnetfeldern und Temperaturschwankungen, welche die Ergebnisse beeinflussen oder gar zerstören würden. Die Experimente und dazugehörigen Geräte befinden sich in geschützten Räumen, welche dem ISO-Standard 5 Klasse 100 entsprechen, und werden fernbedient.